# Steel Battalion
Steel Battalion ist eine Videospielreihe von Capcom für Xbox und Xbox 360.
Der Spieler steuert in verschiedenen Missionen Mechs (im Spiel „Vertical Tank“ genannt) in diversen Umgebungen und Kriegsszenarien. Die Serie zeichnet sich durch den hohen Simulations- und Schwierigkeitsgrad aus. In Deutschland wurde der erste Teil 2003 in einer Auflage von nur 500 Stück vertrieben und kostete mit Controller ca. 200 €.

## Spiele

### 2002:Steel Battalion
Steel Battalion wurde von Nude Maker in Kooperation mit Capcom Studio 4 entwickelt. Es spielt im Jahr 2080. Der Spieler ist in einer Einheit der Pacific Rim Forces (PRF) und kämpft gegen die nationalistische Hai Shi Dao (HSD) in Süd-Ost Asien.

### 2003:Steel Battalion: Line of Contact Pilot Test
Der Pilot Test ist eine von Capcom auf 1000 Stück ausgegebene Testversion von Line of Contact, welche vom 24. November 2003 bis zum 6. Januar 2004 spielbar war. Fans konnten sich bei Capcom auf eine Kopie bewerben und erhielten neben dem Spiel einen personalisierten Brief von Capcom. Ende 2021 wurde erstmalig Videomaterial aus der Version online veröffentlicht. Dieselbe Gruppe um den Nutzer RazorStoJ schaffte es im April 2023, die Version wieder spielbar zu machen.

### 2004:Steel Battalion: Line of Contact
Steel Battalion: Line of Contact ist eigentlich ein Addon, welches ausschließlich Online gespielt werden kann. Es besteht aus verschiedenen Modi: Kampagne, Freie Mission, Conquest, Capture the Container und Battle Royal.
Seit dem 30. September 2005 ist die Kampagne offline. Durch das Abschalten von Xbox Live am 21. April 2010 ist das Spiel nur noch entweder über Tunnelsoftware wie XLink Kai oder über den Xbox-Live-Ersatz Insignia spielbar.

### 2012:Steel Battalion: Heavy Armor
Heavy Armor wurde von From Software anstatt von Nude Maker entwickelt. Es spielt im Jahr 2082. Als Soldat muss man versuchen die USA aus der Hand des Feindes zurückzuerobern.

## Gameplay

### Steel Battalion & Line of Contact
Beim Starten einer Mission muss der Mech manuell hochgefahren werden. Dies wird durch das Betätigen von mehreren Schaltern und Knöpfen am Controller getan. Nimmt man zu schnell Kurven, kann der Mech umfallen. Auch kann das System überhitzen und muss nach dem Abkühlen neu gestartet werden. Auch simuliert das Spiel Schlamm und Dreck auf der Windschutzscheibe, welcher mit dem Betätigen der Scheibenwischer entfernt werden muss. Wenn der Mech zu stark beschädigt ist oder in Wasser untergeht, hat man einige Sekunden Zeit, sich mit dem Schleudersitz – welcher am Controller mit einer Kunststoffkappe abgedeckt ist – zu retten. Schafft man dies nicht rechtzeitig, stirbt der Charakter und das Spiel löscht den kompletten Spielsand. Somit muss man das Spiel von vorne anfangen.

### Heavy Armor
Heavy Amor nutzte eine Kombination aus Controllersteuerung und Kinect-Bewegungserkennung für die Steuerung.

## Der Controller
Die Xbox-Teile der Reihe sind mit einem speziellen Controller geliefert worden, der an Größe und Eingabemöglichkeiten auf Spielekonsolen bis heute einzigartig ist. 
Offiziell heißt der Controller Mega Jockey 9000 und wurde von der Sammy Corporation hergestellt.
Verpackt ist dieser in einer Pappbox, welche eine Militärkiste darstellt. Außerdem gehört ein umfangreiches Handbuch (A4) zum Erlernen der Steuerbefehle zum Lieferumfang.
Das Tischmodul umfasst zwei Joysticks, einen Gangwahlhebel, 44 Schalter und Knöpfe sowie einen Drehregler. Hinzu kommt ein Modul mit drei Fußpedalen.
Später erschien eine ebenfalls limitierte Neuauflage, mit dem Unterschied, dass die Steuerknöpfe blau anstatt grün sind.

## Rezeption

### Steel Battalion
Das erste Spiel der Spielserie erhielt positive Rezensionen laut der Internetseite Metacritic mit einem Wert von 83/100. In Japan vergab Famitsu 35 von 40 Punkten.
Steel Battalion war das fünfmeistverkaufte Spiel in der ersten Woche nach seiner Veröffentlichung mit ungefähr 15.000 Exemplaren.
Aaron Boulding, der Rezensent bei IGN, schrieb, “Where MechAssault and Robotech wouldn't let us into the cockpit, Steel Battalion won’t let us out and so the design and pacing of the game seems built around th it’s first person cockpit perspective.” (deutsch: „Wo MechAssault und Robotech uns nicht ins Cockpit lassen würden, wird Steel Battalion uns nicht herauslassen“) und scherzte, dass die Kosten von 200 US-Dollar für den Controller wären, während das Spiel kostenlos wäre.

### Steel Battalion: Line of Conact
Steel Battalion Line of Conact war zur Veröffentlichung nicht Online spielbar, so dass einige Magazine, wie die GamePro, trotz damals schneller Verbindung das Spiel nicht richtig testen konnten und vom Kauf abrieten.

### Steel Battalion: Heavy Amor
Heavy Amor wurde von der Fachpresse und Spielern negativ aufgefasst. Der größte Kritikpunkt war die nicht funktionierende Kinect-Gestenerkennung. Game One hat ein einstündiges Web-Special namens „Simon hasst Steel Battalion: Heavy Armor“ zu dem Spiel veröffentlicht.